# تپه دارالمیزان
تپه دارالمیزان مربوط به دوران‌های تاریخی پس از اسلام است و در استان فارس ، شهرستان مهر، بخش گله دار، شمال روستای دارالمیزان واقع شده و این اثر در تاریخ ۲ آبان ۱۳۸۲ با شمارهٔ ثبت ۱۰۴۹۲ به‌عنوان یکی از آثار ملی ایران به ثبت رسیده است.